# 绒毛白蜡
絨毛白蠟（學名：Fraxinus velutina）又稱絨毛梣、津白蠟、絨毛櫬，是木犀科白蠟樹屬植物。它分佈於北美洲西南邊，包括美國加州以南，東到德州；墨西哥北至下加利福尼亞州，東到科阿韋拉州與新萊昂州。英文称亞歷桑那光臘樹（Arizona Ash）。

## 文化
1984年12月25日市人大10届常委会第16次会议正式将绒毛白蜡定为天津市市树。到1991年全市用于园林绿化的绒毛白蜡数量共143.22万株。